# Alojzy Łysko
Alojzy Ludwik Łysko (Katowice, 1935. április 14. – Siemianowice Śląskie, 2021. március 22.) válogatott lengyel labdarúgó, csatár, edző.

## Pályafutása

### Klubcsapatban
1954 és 1958 között a Siemianowiczanka, 1959 és 1967 között a Ruch Chorzów, 1967 és 1973 között a GKS Katowice labdarúgója volt. Az 1960-as idényben bajnokságot nyer a Ruch Chorzów csapatával.

### A válogatottban
1964-ben egy alkalommal szerepelt a lengyel válogatottban.

### Edzőként
1984-ben a Ruch Chorzów, 1985és 1987 között a GKS Katowice, 1987–88-ban a Zagłębie Lubin, 1988-ban a Śląsk Wrocław, 1991–92-ben ismét a GKS Katowice, 1992–93-ban a Górnik Zabrze, 1996–97-ben a Cracovia, 2002–03-ban a Rozwój Katowice vezetőedzője volt. A GKS Katowice csapatával két lengyelkupa- és egy szuperkupa-győzelmet ért el.

## Sikerei, díjai

### Játékosként
Ruch Chorzów
- Lengyel bajnokság
  - bajnok: 1960

### Edzőként
GKS Katowice
- Lengyel kupa
  - győztes (2): 1986, 1991
- Lengyel szuperkupa
  - győztes: 1991

## Statisztika

### Mérkőzése a lengyel válogatottban
| Lengyelország | Lengyelország   | Lengyelország         | Lengyelország | Lengyelország | Lengyelország | Lengyelország | Lengyelország | Lengyelország |
| #             | Dátum           | Helyszín              | Hazai         | Eredmény      | Vendég        | Kiírás        | Gólok         | Esemény       |
| ------------- | --------------- | --------------------- | ------------- | ------------- | ------------- | ------------- | ------------- | ------------- |
| 1.            | 1964. május 10. | Krakkó, Wisla Stadion | Lengyelország | 3 – 1         | Írország      | barátságos    | -             |               |
|               | Összesen        |                       |               | 1             | mérkőzés      |               | 0             | gól           |